# 京西高速动车组列车

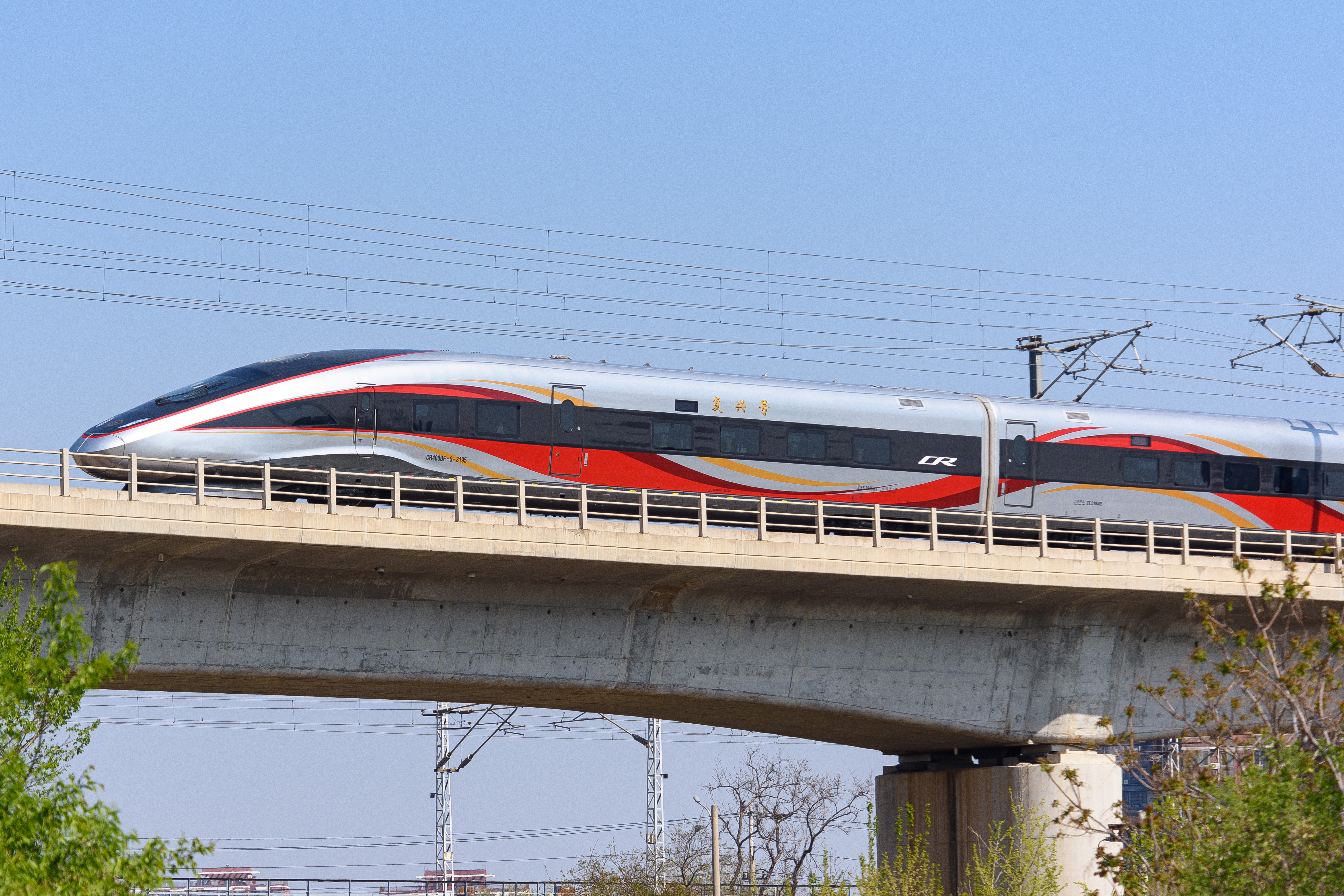
使用重联CR400BF-S的G55次列车行驶在京广高铁京西联络线（2025年4月）

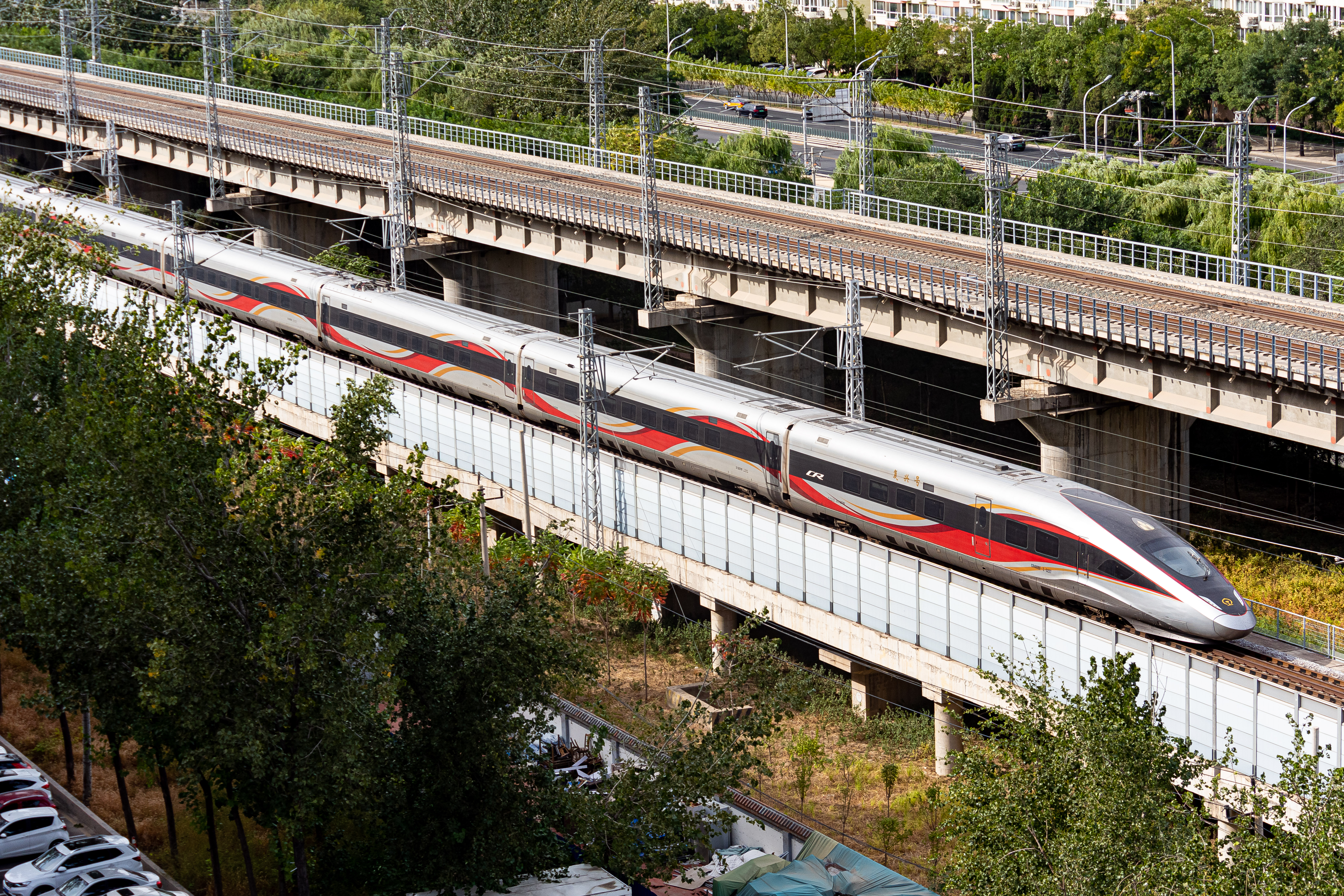
使用重联CR400BF-Z的G56次列车行驶在京广高铁京西联络线（2023年10月）

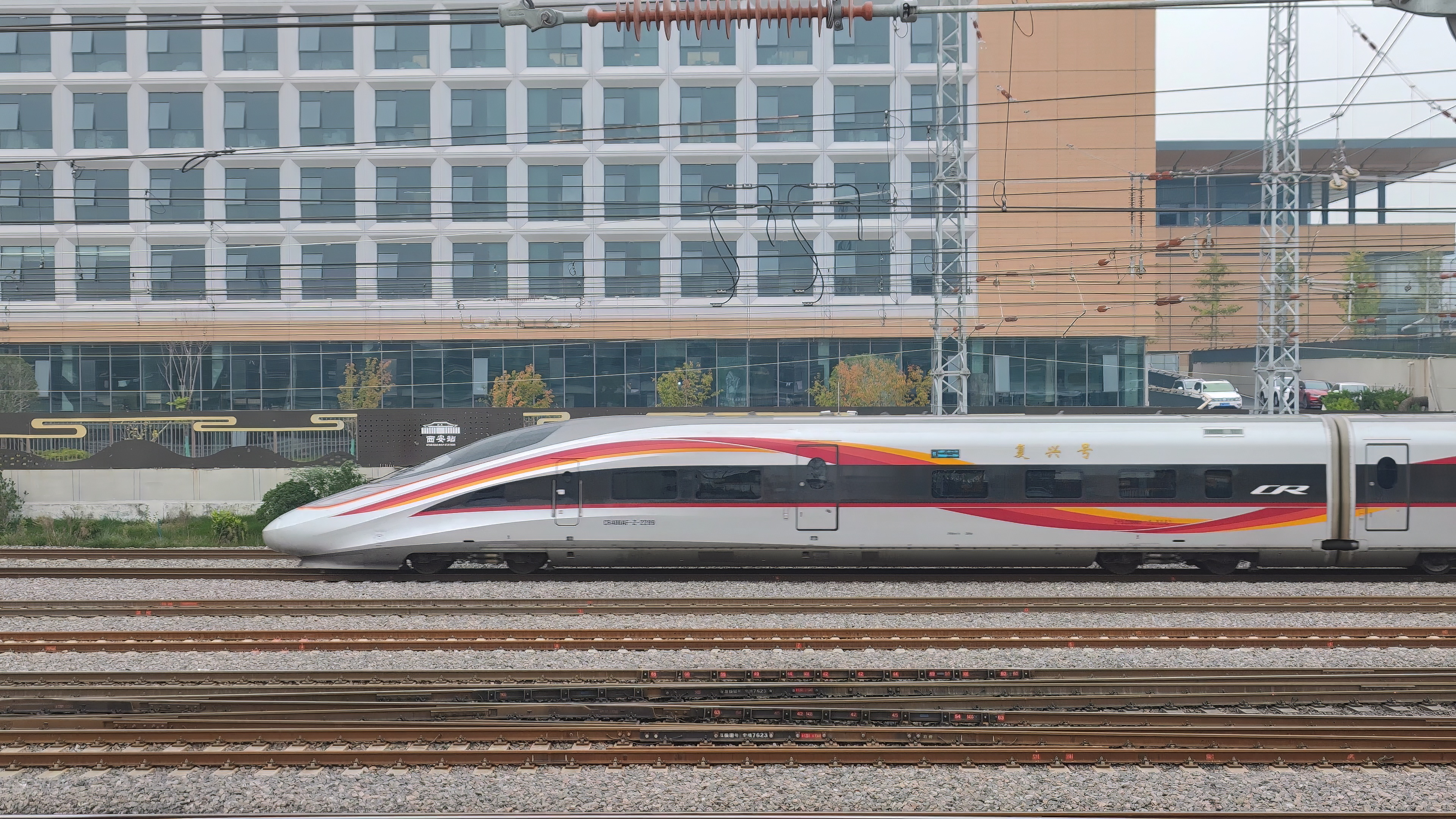
使用CR400AF-Z的G657次列车进入西安站

京西高速动车组列车是中国铁路运行于首都北京市至陕西省省会西安市的高速动车组列车，自2012年12月26日起开行，现合计开行11对列车，由北京局集团、西安局集团、郑州局集团担当。

## 历史

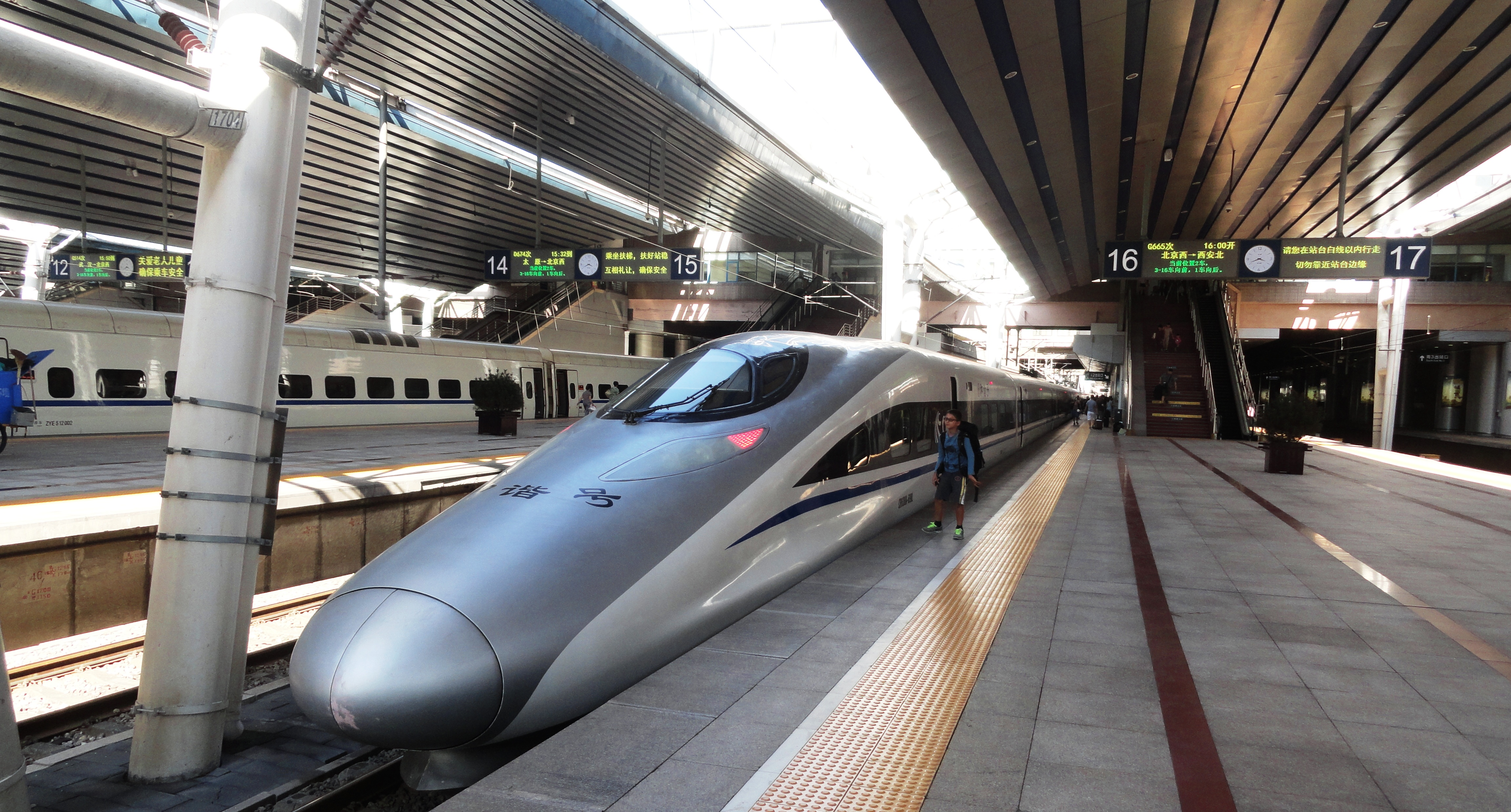
G665次列车于北京西站（2013年）

北京与西安间的高速动车组于2012年12月26日随京广高速铁路京郑段的开通而开行。在此之前，北京与西安间开设有经京广既有线的普通动车组列车D131/132次，该列车于12月21日停运。
2021年6月25日，CR400AF-Z开始在北京西与西安北之间重联运行。
2022年6月20日，配合京广高速铁路京武段达速运行，京广高速铁路运行图重排。北京-西安间最短运行时间缩短为4小时11分。非标杆车次重新编排为G651-666次，标杆车次不变。但G651/660次列车由于郑州局集团车底问题延迟到同年10月11日才正式开行。
2023年10月11日，全国铁路运行图调整，G654、G658、G666次更改为西安站始发，G657、G659、G665次更改为西安站终到，这是西安站首次开行进京高铁。
2025年1月5日，全国铁路运行图调整，因集大原高速铁路开通，北京至西安间首次开行经由京张城际铁路、张大客运专线、大西客运专线的高速动车组列车，车次为G2455/6次。

## 时刻表

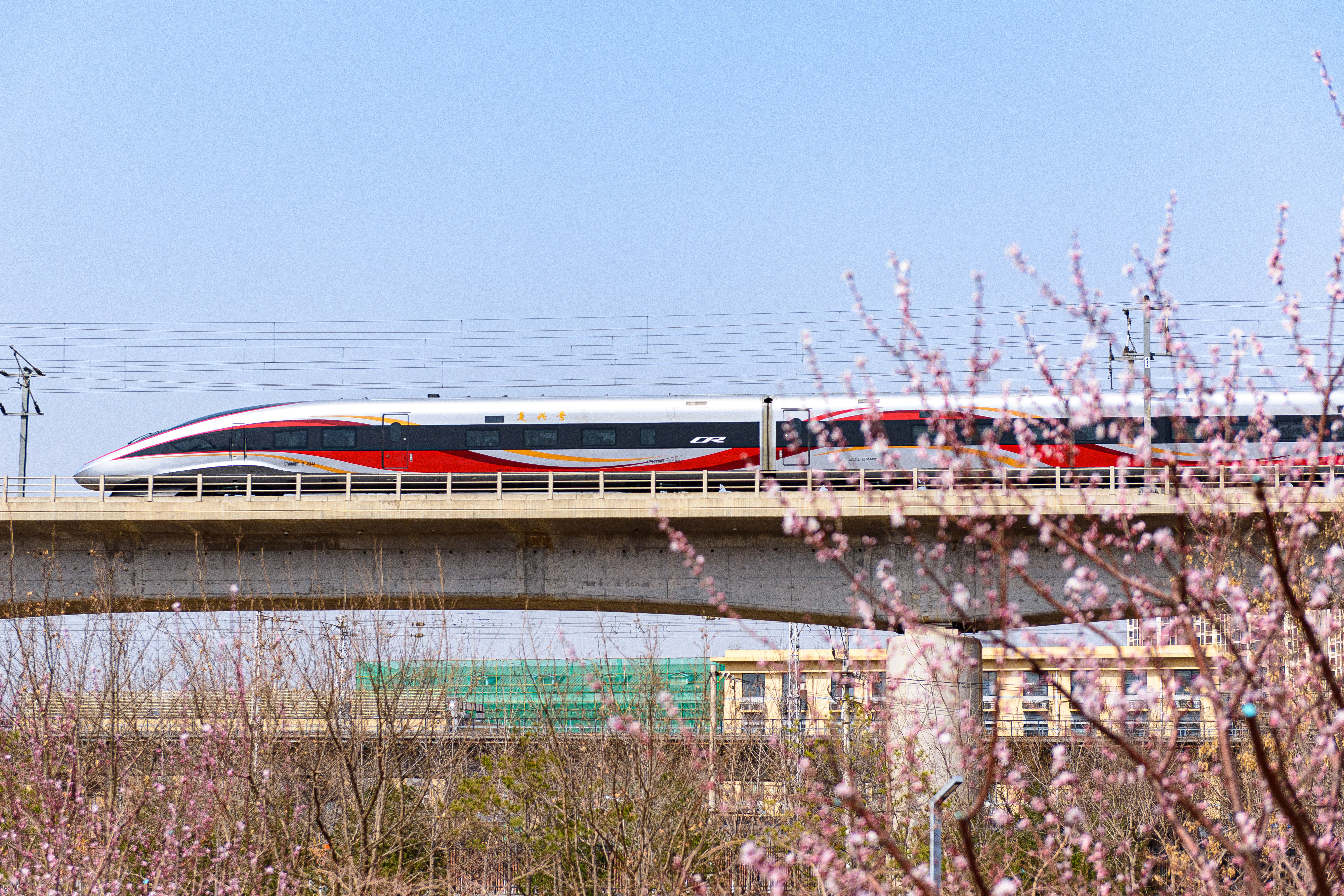
使用CR400BF-Z的G657次列车行驶在石景山南站北侧的京广高铁

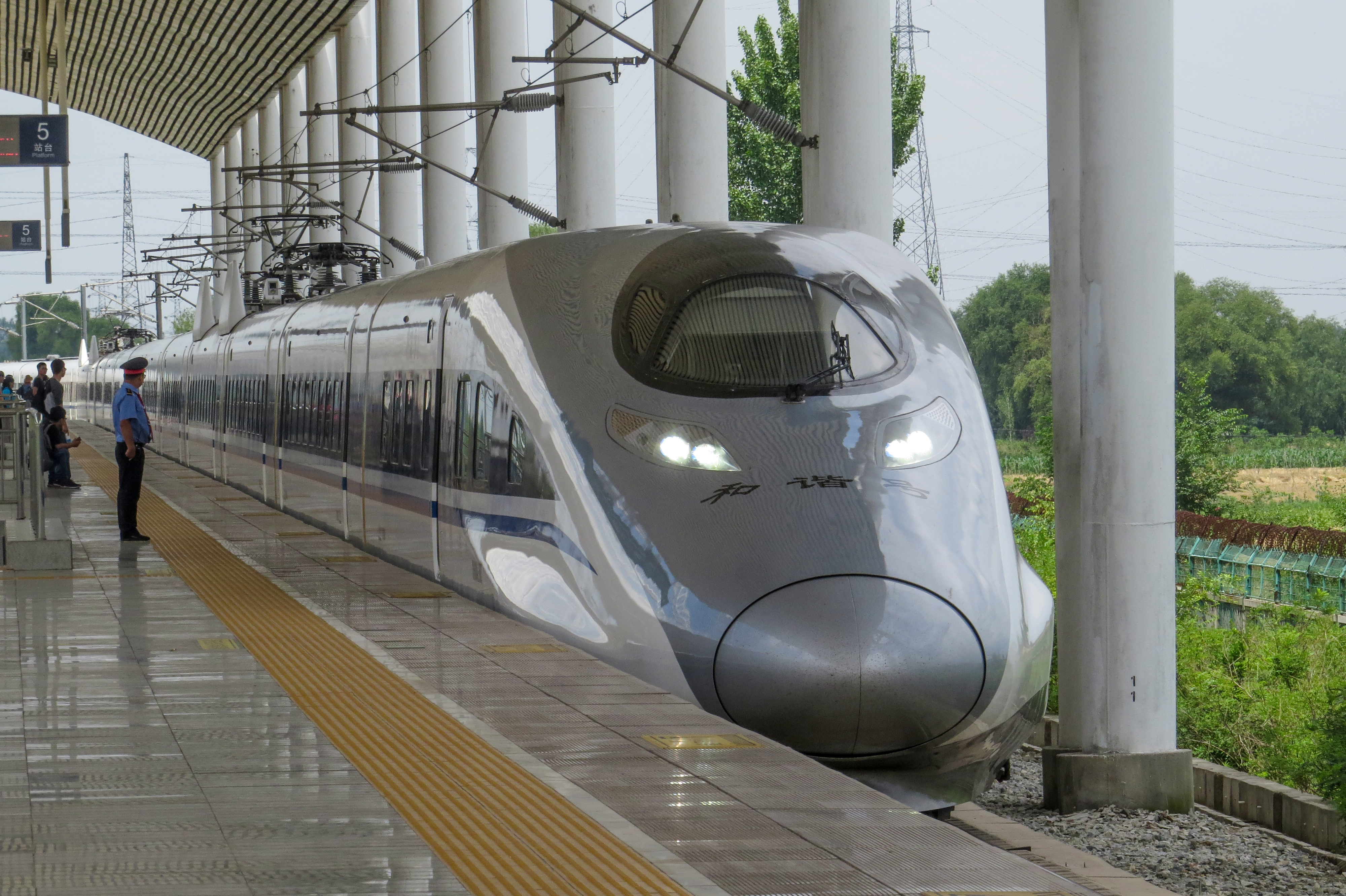
CRH380AL型电力动车组担当的G662次列车在华山北站

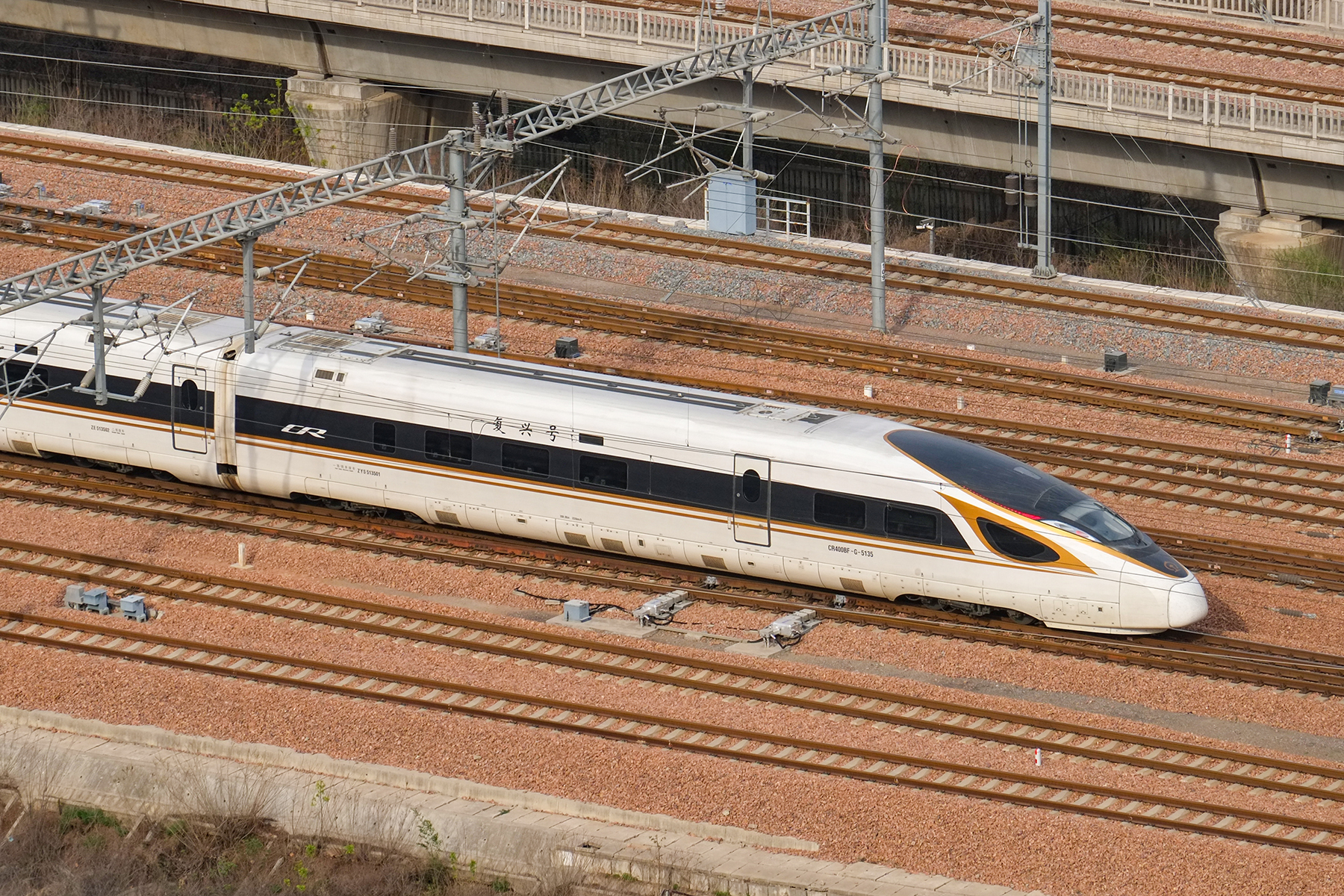
CR400BF型电力动车组担当的G58次列车驶出郑州东站

## 使用列车
主要使用CR400AF、CR400AF-Z、CR400BF-C、CR400BF-S、CR400BF-Z、CRH380AL、CRH380B、CRH380BL等列车。

## 其他行驶北京与西安间的过路车次
除以上车次外，来往北京与宝鸡、汉中、银川、兰州、西宁、成都、重庆等地之间的高速列车亦运行于北京与西安之间。每天运行于北京与西安间的高速列车约为19对。
- 京宝高速动车组列车：G673/672次（1对）
- 京汉高速动车组列车：G685/686次（1对）
- 京兰高速动车组列车：G91/92次、G429/430次（2对）
- 京银高速动车组列车：G871/874/873/872次（1对）
- G671/674次列车（西宁，1对）
- 京蓉高速动车组列车：G87-90次、G307/308次（3对）
- 京渝高速动车组列车：G387/388次（1对）